# Manuela Escamilla
Manuela Escamilla (Monforte de Lemos, 1650 – Madrid, 1721) è stata un'attrice teatrale spagnola.
Attrice a Valladolid dal 1668, fu versatile interprete (1680) de El celoso extremeño.